# Loit
Loit (dänisch Løjt) ist eine Gemeinde im Kreis Schleswig-Flensburg in Schleswig-Holstein. Sie liegt an der gleichnamigen Loiter Au und befindet sich im Westen des Amtes Süderbrarup. Loit und Muschau sind die Ortskerne.

## Geografie

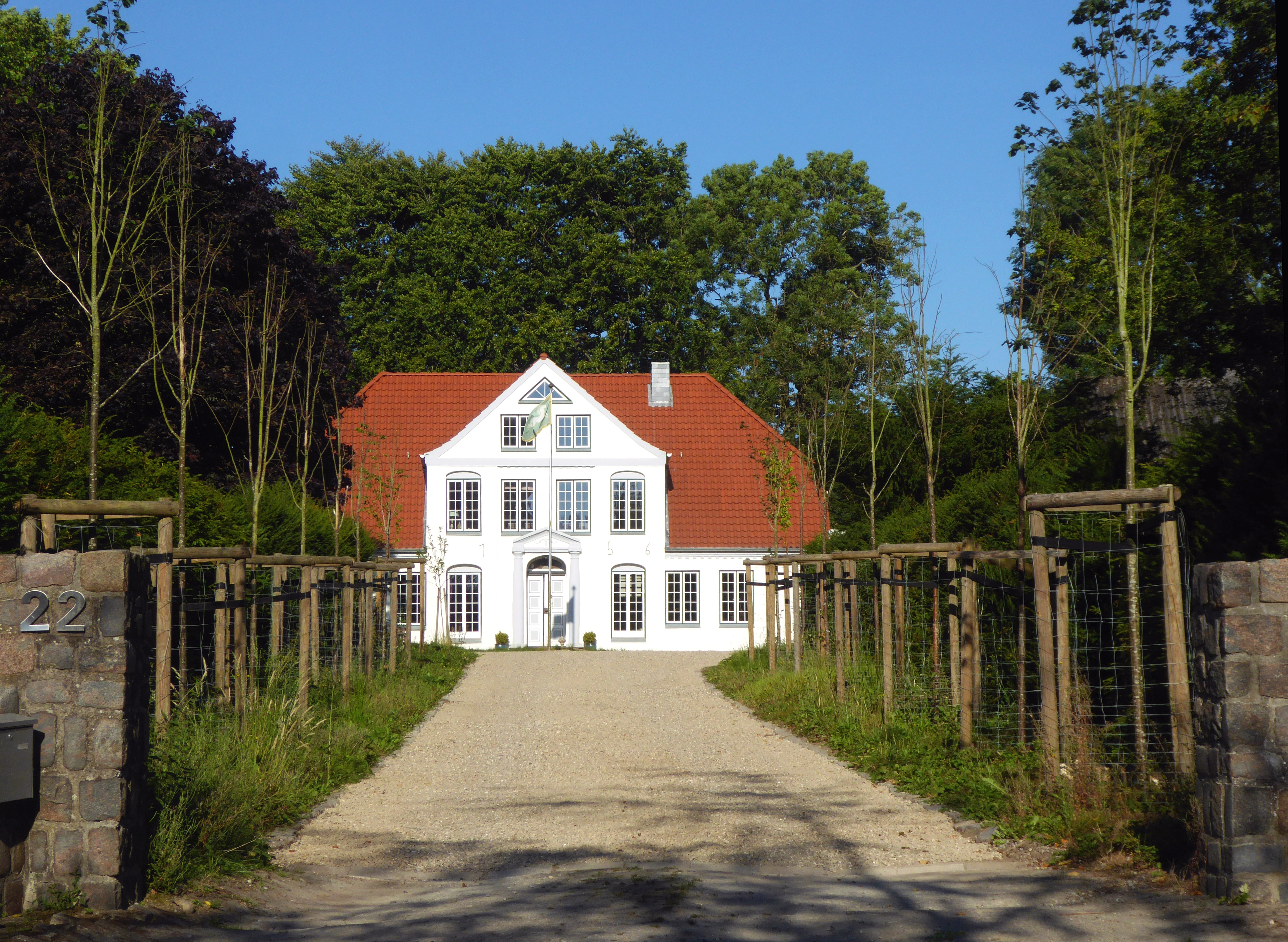
Herrenhaus an der Dorfstraße in Loit

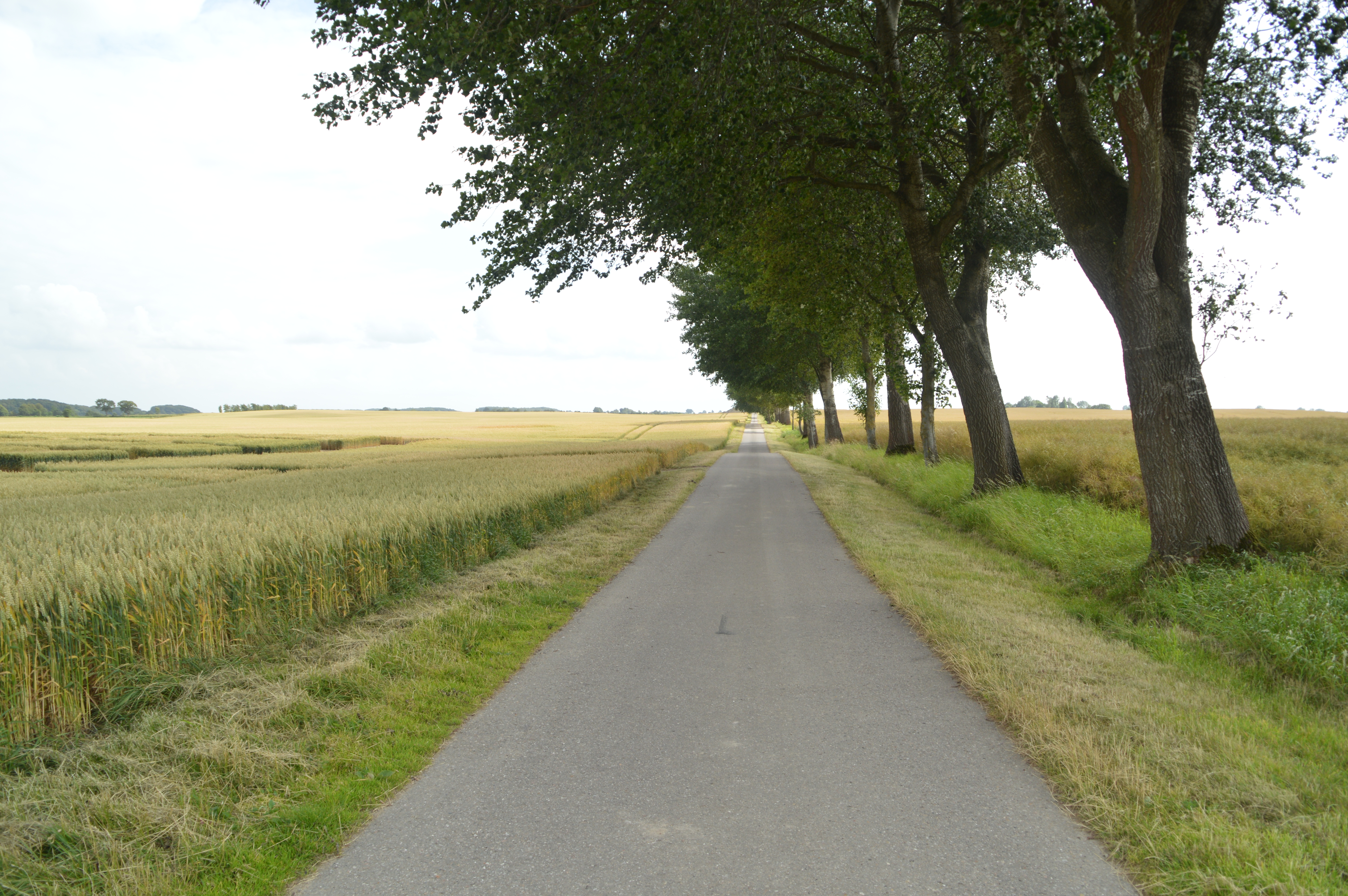
Pappelallee bei Schwonhöh

|       | Süderbrarup                                 |           |
| Twedt | Kompassrose, die auf Nachbargemeinden zeigt | Steinfeld |
|       | Taarstedt                                   |           |

### Lage und Verkehr
Loit liegt auf halbem Weg zwischen den jeweils circa 16 km entfernten Städten Schleswig und Kappeln an der Bundesstraße 201. Die Kreisstraße 47 verläuft von der B201 aus Richtung Osten nach Steinfeld. Der westliche Teil der Gemeinde wird von der Loiter Au durchquert, die in die Schlei mündet.

### Geologie
Die Gemeinde liegt inmitten des Tals der Loiter Au sowie drei ihrer größeren Zuflüsse. Sie weist somit im Gegensatz zum nördlichen und zentralen Angeln  eher niedrige Höhenlagen von 7 bis 27 m ü. NHN auf. Trotzdem kennzeichnet sich das Gemeindegebiet in großen Teilen durch zahlreiche Kuppen und Senken, wie für den gesamten Angeliter Raum typisch. Der niedrigste Punkt befindet sich in Loitfeld beim Zufluss des Baches in die Loiter Au, der die Grenze zwischen Loit und Taarstedt darstellt. Der höchste Punkt liegt im Osterholzer Wald. Die Ortskerne Loit und Muschau liegen beide auf der Niederungskante ca. 10 m oberhalb der Loiter Au.

### Ortsteile
Die Gemeinde hat folgende Ortsteile:
- Brebelholz (teilweise im Gemeindegebiet, dänisch: Bredbølskov; Bedeutung: Holz= Wald, also Brebelwald)
- Friedenstal
- Loit (dänisch: Løjt, abgeleitet von lögh, Bedeutung: Waschwasser)
- Loitfeld (dänisch: Løjtmark)
- Loithof (dänisch: Løjtgaard)
- Loitmoor (dänisch: Løjt Moose)
- Loitosterholz (dänisch: Løjtøsterskov; Bedeutung: Holz= Wald, also Loitosterwald)
- Magdalenenruh (dänisch: Magdalenero)
- Muschau (dänisch: Musskov, Bedeutung: Mus= Maus, Skov= Wald, also Mäusewald)
- Nordschau (dänisch: Nordskov, Schau= Wald, also Nord(er)wald)
- Schwienholt (teilweise im Gemeindegebiet, dänisch: Svinholt; Bedeutung: Schwien= Schwein, holt= Holz (Wald), also Schweinwald)
- Schwonhöh (dänisch: Svanehøj; Bedeutung: Schwon= Schwan, also Schwanhöhe)

### Fließgewässer in Loit
- Loiter Au (Zusammenfluss der Quellflüsse Wellspanger Au und Oxbek an der Kreuzau bei Brebelholz/Buschau; mündet in die Schlei)
- (Osterholzer) Moorgraben oder Büllekjärau (entspringt im steinfelder Brebelholz, in Loitstraße und im Osterholzer Wald; mündet in die Loiter Au bei der Kanuanlegestelle)
- Schwienholter Beek (entspringt in Steinfeld, Schmedeland; mündet in die Loiter Au nahe der Kirche)
- (namenloser) Bach im Süden von Loit (entspringt in Ulsnisfeld, einem Wald im Norden Goltofts und im Kiuser Gehege; mündet in die Loiter Au in Loitfeld)

In früheren Zeiten gab es in Loit noch weitere Fließgewässer, diese wurden aber mit der Zeit trockengelegt oder eingerohrt.

## Geschichte

### Etymologie
Im Jahre 1352 wurde Loit zum ersten Mal schriftlich im Registrum capituli Slevicensis erwähnt. Da die Kirche bereits im 12. Jahrhundert erbaut wurde, ist davon auszugehen, dass der Ort wesentlich älter ist (vermutlich aus der Zeit der Neubesiedlung Angelns um 1150 nach der Abwanderung der Angeln nach England). Damals noch mit dem ältesten bekannten Ortsnamen Leuthe. In den folgenden Jahrhunderten hat sich der Ortsname in seiner Schreibweise mehrfach verändert, um 1776 wird Loit außerdem als Steffen-Loit bezeichnet (gemeint war damit das Loit bei Steinfeld), um die Verwechslung mit anderen Orten mit demselben Namen (Havetoftloit und Løjt Sogn) im Herzogtum Schleswig zu verhindern. Der Ortsname bezieht sich entweder auf altdänisch løgh für Waschwasser oder ist eine Mehrzahlform von altdänisch *lyktæ für eine Umschreibung einer Einhegung. Möglich ist auch eine Deutung nach altnordisch laukr für Lauch.

### Wahlort und historische Bedeutung
Infolge langanhaltender Forderungen des Deutschen Bundestags in Frankfurt und der Julirevolution 1830 in Frankreich akzeptierte der dänische König Friedrich VI am 28. Mai 1831 die Bildung einer Provinzialständeversammlung im dem Deutschen Bund angehörigen Herzogtum Holstein. Im von Dänemark regierten Herzogtums Schleswig, dass aber eng mit dem Herzogtum Holstein verbunden war, kam es dann auch zu Wahlen. Im Angler Raum gab es drei Wahlbezirke, die jeweils einen Wahlort innehatten. Loit war Teil des 16. Wahldistriktes des Herzogtums und einer der drei Wahlorte in Angeln. Einwohner folgender Kirchspiele Angelns mussten in Loit wählen:
- Böel
- Boren
- Brodersby
- Fahrenstedt (Böklund)
- Havetoft
- Kahleby
- Loit
- Moldenit
- Norderbrarup
- Nübel
- Rabenkirchen
- Satrup
- Struxdorf
- Süderbrarup
- Taarstedt
- Thumby
- Tolk
- Ulsnis[6]

Im Wesentlichen habe es zwei Gründe gegeben, Loit als Wahlort festzulegen. Einerseits läge der Ort zentral im Süden Angelns, andererseits besitze er eine geschichtliche Bedeutung. Denn laut Urkunden und Sagen seien in Loit in früheren Zeiten auf einem hochgelegenen Feld im Schatten himmelanragender Eichen Volksversammlungen zwischen umwohnenden Stämmen und fernen Völkern abgehalten worden, bei denen zwischen Krieg und Frieden entschieden worden sei. So habe in Erinnerung an frühere Zeiten in Loit die Wahl der Volksvertreter stattgefunden. Der Ort habe zu Zeiten der Volksversammlungen eine zentrale Bedeutung gehabt und sei so weit über die Region hinaus bekannt gewesen.

### Raubritterburg Borriswohld
In Überlieferungen ist von einer mittelalterlichen Raubritterburg bei Loit die Rede. Diese soll sich auf einem Plateau im heutigen Waldstück Eichtal befunden haben (westlich der Gemeinde, nahe der Au). Der Geltinger Pastor H. N. A. Jensen beschrieb den Ort mit Namen Borriswohld (vermutlich nach einem ehemaligen angrenzenden Gehöft benannt) 1844 in einer Chronik. Andere Autoren beziehen sich wiederum auf Jensen oder die Überlieferung.

### Entwicklungen seit dem 18. Jahrhundert
Seit 1871 existiert ein eigener Gemeinderat in Loit, dessen Vorsitz als erster Bürgervorsteher H. Seemann innehatte.
Seit 1769 fand im Pastorat auch Schulunterricht statt. Da in den Räumen um 1912 bereits 40 bis 50 Kinder unterrichtet wurden, wurde das Gebäude ausgebaut. 1954 entstand schließlich ein eigenes Schulgebäude unmittelbar neben dem Pastorat, der Schulbetrieb fand allerdings nur bis 1967 statt, woraufhin die Schüler auf die umliegenden Gemeinden auswichen. Seit 1991 wird das alte Schulgebäude als Kinderheim genutzt und trägt den Namen Kinderhaus Alte Schule Loit.
1883 wurde eine Eisenbahnstrecke der Schleswiger Kreisbahn zwischen der Stadt Schleswig und der Gemeinde Süderbrarup eröffnet, die als Zubringer für die Eisenbahn zwischen Kiel und Flensburg diente. An diese war auch Loit angebunden, eine Haltestelle befand sich bis zur Stilllegung der Strecke 1980 im heutigen Flurstück Schwienholt.
In der ersten Hälfte des 20. Jahrhunderts stellte die Loiter Meierei für die regionalen Milchbauern einen Anlaufpunkt dar. Sie wurde 1969 von der Meierei Süderbrarup übernommen. Zu dieser Zeit existierte außerdem ein Gasthof in Loit, der als Bahnhofsgaststätte errichtet wurde. Diese brannte später ab, die Ruinen sind noch am Ortsausgang in Richtung Schleswig zu finden. 1972 war außerdem ein Filmstudio im Ort geplant, das allerdings aus finanziellen Gründen nicht verwirklicht wurde.

### Flurbereinigung
In den 1960er Jahren wurden in Loit zahlreiche Straßen ausgebaut. Zunächst wurden in den Jahren 1961 und 1962 die Wege nach Schwienholt und Osterholz ausgebaut. Die nach Steinfeld führende Gemeindestraße übernahm 1963 der Kreis und baute diese ebenfalls aus. Fünf Jahre später, im Jahr 1968, folgte schließlich der Ausbau der durch den Ort führenden B201 und die Verlegung auf die heutige Trasse.
In den Jahren 1965 und 1966 kam es dann zur Flurbereinigung, die das Landschaftsbild der Gemeinde erheblich veränderte. Als Beispiel waren in Loit 1950 ca. 81 km Knick vorhanden. Nach der Flurbereinigung waren es nur noch ca. 15 km. Dies waren nach Ersatzpflanzungen nur noch 27 % der ehemals vorhandenen Knickdichte, wobei dieser Wert durch das Ausräumen weiterer Knicks in der jungen Vergangenheit noch mehr abgenommen hat.

## Politik

### Gemeindevertretung
Bei der Kommunalwahl am 14. Mai 2023 wurden insgesamt neun Sitze vergeben. Die Kommunale Wählergemeinschaft Loit erhielt fünf Sitze und die Allgemeine Bürgerliste Loit vier Sitze.

### Wappen
Blasonierung: „Von Gold und Grün schräglinks geteilt, oben ein blauer Wellenbalken mit blauem Waschzuber, unten zwei geöffnete goldene Rapsblüten.“
Der Waschzuber ist eine in der Heraldik sehr seltene Darstellung und verweist auf den ursprünglichen Ortsnamen (s. o.). Die Wellenlinie unter dem Waschzuber stellt die Loiter Au dar, in der in früheren Zeiten gewaschen wurde. Die Loiter Au durchläuft den Ort in der Mitte. Die zwei Rapsblüten stellen die beiden Ortsteile Loit und Muschau dar und verbildlichen die Rapsfelder in der Landschaft Angeln und besonders in Loit.

## Wirtschaft
Die Gemeinde ist durch industrielle Landwirtschaft geprägt. In der jüngeren Zeit hat Loit wie manch anderes Dorf weitreichende Veränderungen erlebt. In den 1950er Jahren gab es noch einige Geschäfte und Handwerksbetriebe und die bäuerliche Landwirtschaft dominierte das Leben, das jedoch hat sich geändert. Die Landwirtschaft hat an Bedeutung verloren, die meisten Dorfbewohner arbeiten außerhalb des Ortes oder als Freiberufler.

## Touristik

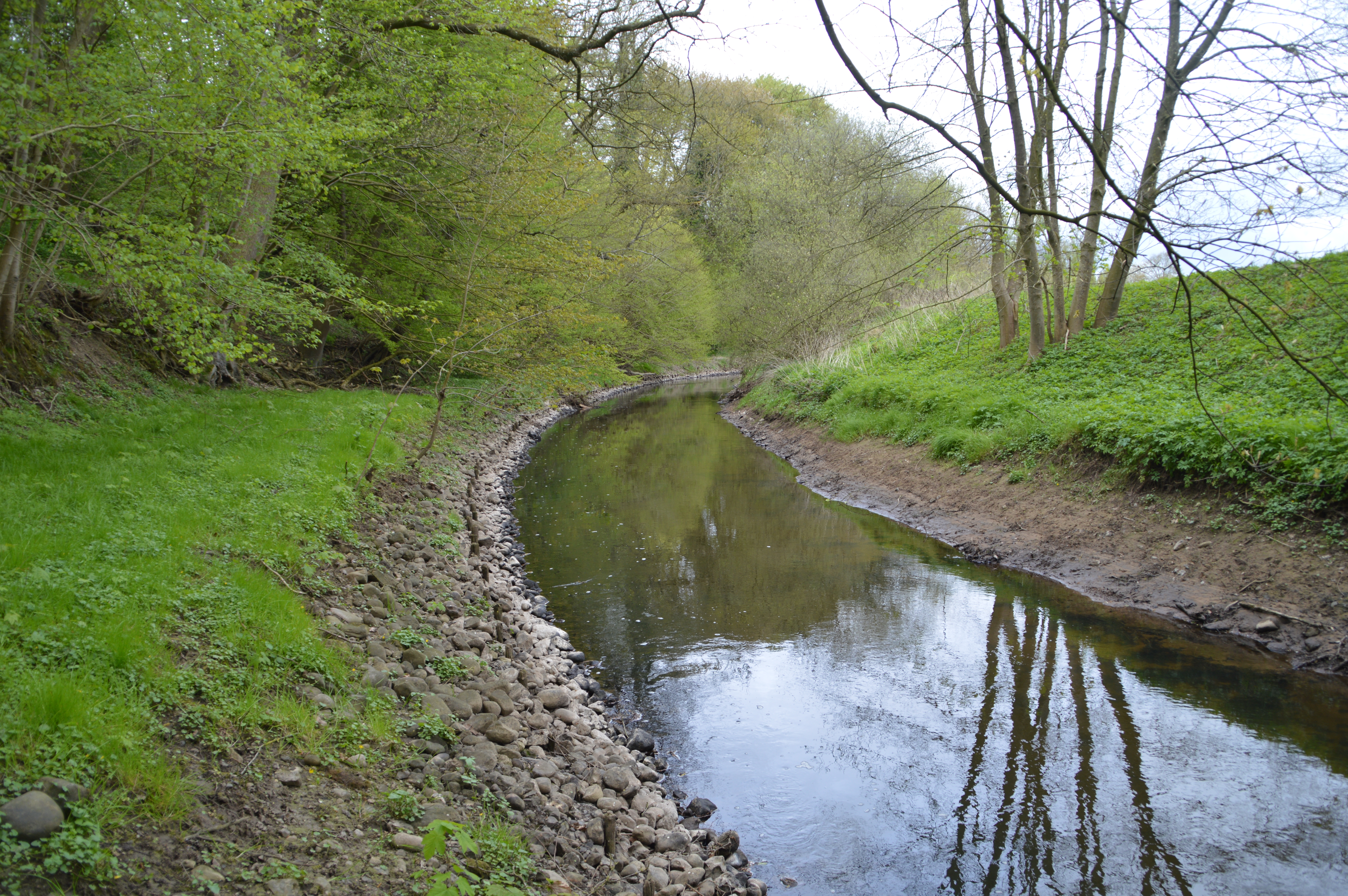
Die im Westen der Gemeinde fließende Loiter Au

Aufmerksamkeit über die Region hinaus erlangt Loit jährlich durch die „Loiter Oldtimer- und Landmaschinenschau“, die seit 2005 jährlich im Herbst stattfindet. Zudem gibt es am nördlichen Ortseingang eine Anliegestelle an der Loiter Au für Kanuten, die hier im Sommer beinahe täglich einsetzen.
Durch die gute Verkehrsanbindung und die Nähe zur Schlei ist in den letzten Jahren ein Anstieg von Ferienwohnungen zum Ausdruck gekommen.

## Sehenswürdigkeiten
In der Liste der Kulturdenkmale in Loit stehen die in der Denkmalliste des Landes Schleswig-Holstein eingetragenen Kulturdenkmale.
Kirche zu Loit

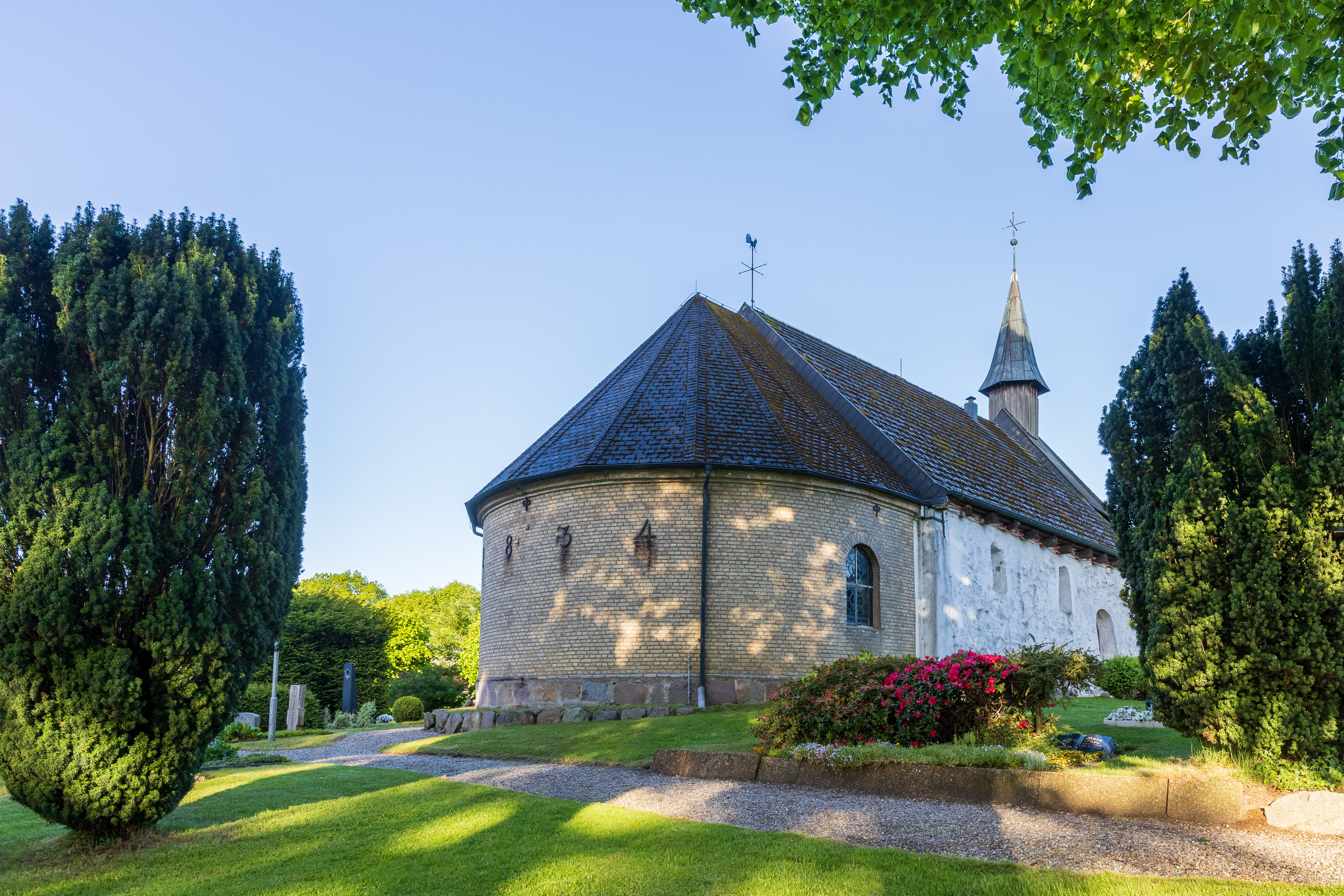
Kirche zu Loit (2022)

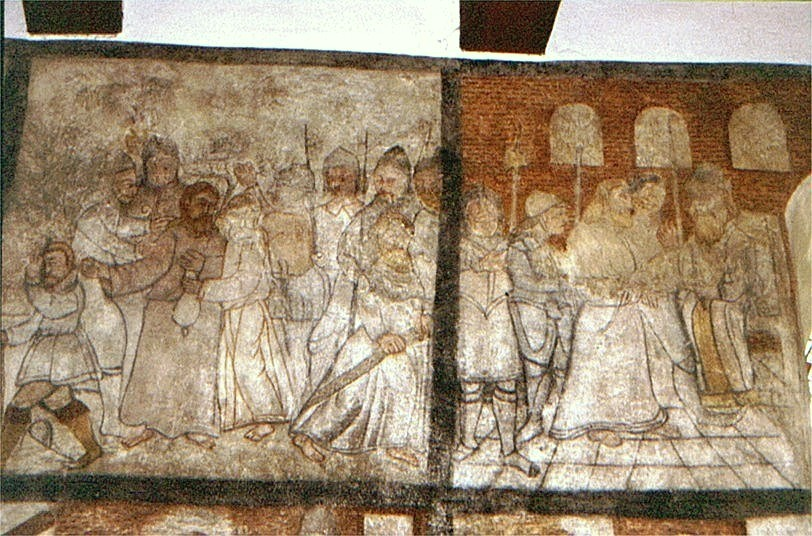
Fresken aus dem 17. Jahrhundert

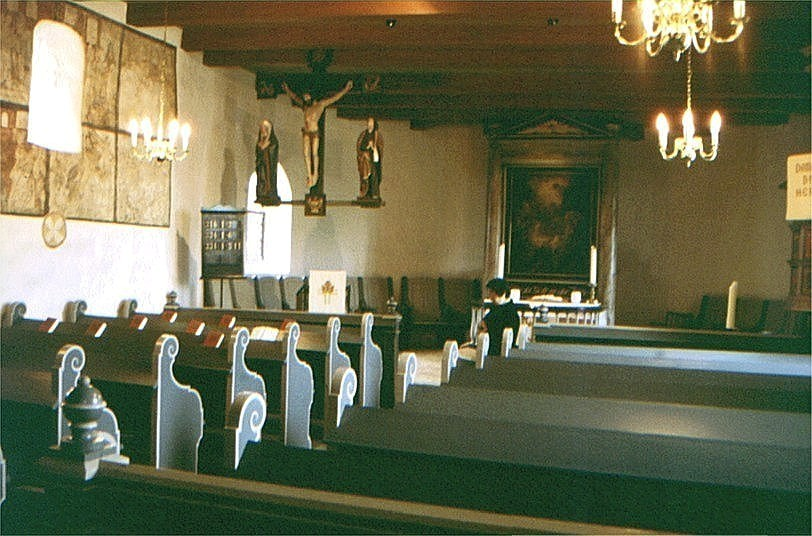
Die Kirche von innen

Die romanische Saalkirche, die eine Feldsteinkirche ist, wurde im 12. Jahrhundert errichtet, der hölzerne Turm (Glockenstapel) erst 1762. Ihre jetzige Form erhielt die Kirche im Jahre 1834, nachdem die ursprünglich vorhandene Apsis baufällig geworden war und abgerissen wurde. Die Nordseite der Kirche zieren sehr einfach gehaltene Fresken aus dem 17. Jahrhundert, die die Passionsgeschichte darstellen. Die Kanzel ist eine der ältesten in Schleswig-Holstein. Die Kirche zu Loit ist ursprünglich eine Ausgliederung der Kirche zu Tolk. Seit den 1970er Jahren hat die Kirche ihre eigenständigen Status verloren und wurde in die Nachbarkirchengemeinde Süderbrarup integriert. Das Kirchspiel Loit, das nur die gleichnamige Gemeinde umfasst, ist eines der kleinsten Angelns.

## Sport
Im Jahre 1924 wurde erstmals der TSV Loit gegründet. Zu dieser Zeit wurden im Sportverein neben Fußball auch noch andere Sportarten wie Turnen angeboten. Zu Kriegsbeginn wurde der Verein aufgelöst und schließlich am 8. November 1948 neugegründet. Kurz nach der Gründung hatte der Verein bereits 300 Mitglieder, die den Verein jedoch mit der Zeit verließen (hauptsächlich Heimatvertriebene), wodurch beispielsweise im Fußball mit dem Nachbarort Grumby eine Spielgemeinschaft unter dem Namen Loit-Grumby gegründet wurde. Nach einigen Jahren wurde die Spielgemeinschaft beendet und so konnte der TSV Loit im Herrenbereich bis ins Jahr 2000 wieder unabhängig von anderen Vereinen antreten. Im Mai 2000 entschied man sich dann aufgrund von schrumpfenden Mitgliedszahlen mit dem TSV Ulsnis-Steinfeld einen neuen gemeinsamen Sportverein namens TSV Schleiharde zu gründen, der bis heute besteht. Zwei Jahre später, im Mai 2002, entstand dann aus der Fußballsparte des TSV Schleiharde und anderen Sportvereinen aus der Umgebung ein reiner Fußballverein namens FC Angeln 02. Nach sehr erfolgreichen Jahren bildete der FC Angeln, aufgrund von Mitgliederschwund, zur Saison 2019/20 eine Spielgemeinschaft mit dem TSV Süderbrarup unter dem Namen SG Süderbrarup/Angeln.
Seit 2020 besteht in Loit der gemeinnützige Sportverein Athletika Nord e. V., der vorrangig Fußballsport anbietet, mittlerweile aber auch eine Laufgruppe aufbaut. Der Frauen- und Mädchenfußball wird im Verein besonders gefördert und stellt die größte Gruppe im Verein dar.

## Persönlichkeiten
- Andreas Andresen (1828–1871), Kunstbuchautor
- Theodor Kaftan (1847–1932), Generalsuperintendent, Pfarrer, Autor mehrerer theologischer Bücher